# NGC 7070
NGC 7070 ist eine Balken-Spiralgalaxie vom Hubble-Typ SBc im Sternbild Kranich am Südsternhimmel. Sie ist schätzungsweise 106 Millionen Lichtjahre von der Milchstraße entfernt und hat einen Durchmesser von etwa 75.000 Lichtjahren.
Im selben Himmelsareal befindet sich die Galaxie NGC 7072.
Das Objekt wurde am 5. September 1834 von John Herschel entdeckt.